# Istituto italiano di numismatica

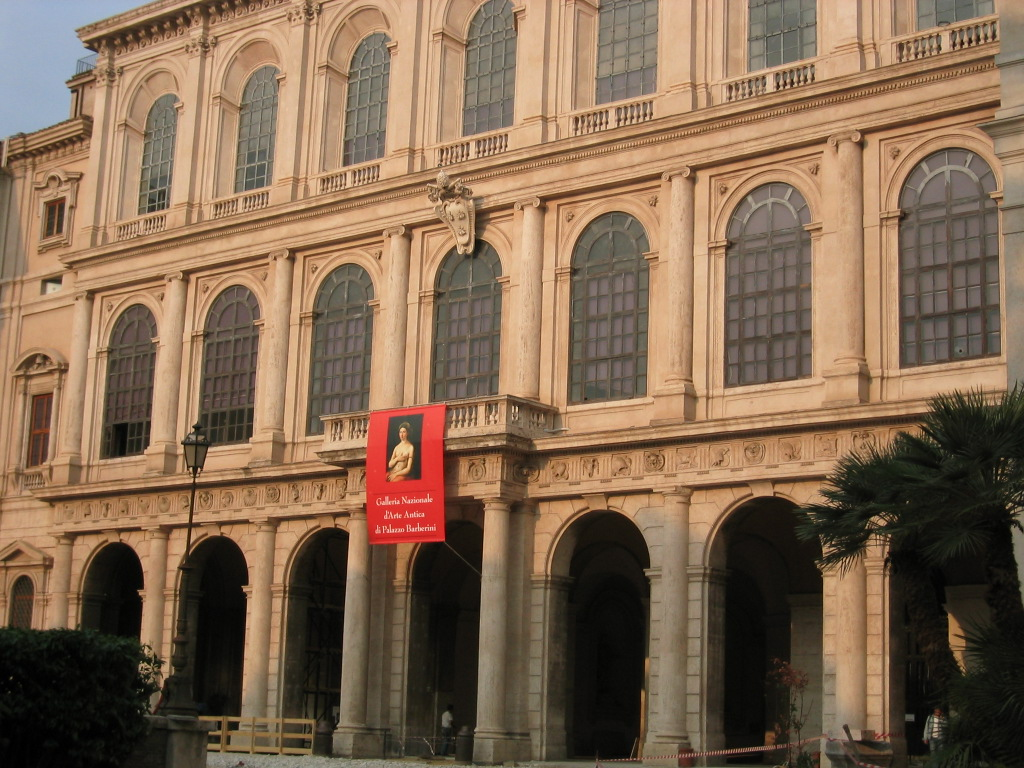
Palazzo Barberini ospita l'Istituto di numismatica e la Galleria di Arte Antica

L'Istituto italiano di numismatica fu fondato a Roma nel 1912, come associazione privata, su iniziativa di un gruppo di studiosi di numismatica tra cui Secondina Lorenza Cesano dell'Università di Roma. Inizialmente un'associazione di diritto privato, l'Istituto acquisì la personalità giuridica di diritto pubblico a seguito dell'emanazione del R.D.L. 3 febbraio 1936, n. 223. L'istituto andò così ad affiancarsi alla Società numismatica italiana, fondata nell'Ottocento. 
La sede è a Roma, al n. 13 di via Quattro Fontane, nello storico Palazzo Barberini. L’Istituto è presieduto dalla prof.ssa Renata Cantilena.

## Partnership e membership
L'istituto è stato socio fondatore e membro di diritto del Centro Internazionale di Studi Numismatici, con sede in Napoli, la cui nascita, nel 1965, fu il frutto di un'iniziativa comune con la Commission Internationale de Numismatique e con il Museo civico Gaetano Filangieri della città partenopea.
L'istituto inoltre collabora e partecipa, anche in qualità di membro, a numerose istituzioni scientifiche internazionali come la già citata Commission Internationale de Numismatique, l'Unione Internazionale degli Istituti di Archeologia, Storia e Storia dell'Arte di Roma, l'American Numismatic Society di New York.

## Organi e presidenza
L'organo di amministrazione è il Consiglio direttivo, composto "dai presidenti dei quattro Istituti storici nazionali, dal presidente dell'Istituto Nazionale di Archeologia e Storia dell'Arte, e da due esperti nominati con decreto del Ministro dei beni e delle attività culturali". Il Consiglio, al 2011, è presieduto da Sara Sorda, che è succeduta ad Attilio Stazio, morto nel 2010. Di esso fanno parte, come membri, Andrea Giardina, Adriano La Regina, Luigi Lotti, Massimo Miglio, Nicola Parise, Sara Sorda e Romano Ugolini.
Tra i suoi membri passati ha annoverato, come vicepresidente, la singolare figura di Edoardo Martinori.
Dalla costituzione in Istituto i presidenti sono stati i seguenti:
- Amedeo Maiuri (dal 1936).
- Cesare Maria De Vecchi, conte di Val Cismon (dal 1939).
- Secondina Lorenza Cesano (reggente dal 1943).
- Gaetano De Sanctis (commissario straordinario dal 1944).
- Francesco Pellati (commissario governativo dal 1952).
- Aldo Ferrabino (commissario governativo dal 1958).
- Laura Breglia (dal 1962 al 1991).
- Attilio Stazio (dal 1991 al 2010).
- Sara Sorda (dal 2010 al 2022).
- Antonio Tarasco (commissario straordinario dal 2023 al 2025).
- Renata Cantilena (dal 2024)

## Pubblicazioni e risorse librarie e multimediali
- «Atti e Memorie» fu il periodico istituzionale, che entrò in blanda concorrenza con la Rivista italiana di numismatica edita dalla preesistente Società numismatica italiana, anche se la pubblicazione dell'istituto era maggiormente focalizzata sugli aspetti della monetazione classica, greca e romana, con un minore interesse quindi per la monetazione medievale e moderna, aree trattate più diffusamente dalla concorrente.[2]
- Nel 1954, sotto la direzione di Laura Breglia, fu fondata la rivista degli «Annali dell'Istituto Italiano di Numismatica», anche questa maggiormente incentrata sulla numismatica antica e sulle attività dei Medaglieri dei musei italiani e delle Soprintendenze, in rapporto di complementarità con la preesistente pubblicazione periodica della Società numismatica.[2]
- Monografie, edizioni monetali e atti di convegni sono pubblicati nella collana editoriale «Studi e Materiali».[5] La collana ha in preparazione la stampa dell'opera Scritti scelti di Laura Breglia
- In un'apposita collana vengono pubblicati inoltre gli atti dei convegni organizzati dall'istituto e i convegni e le pubblicazioni afferenti al Centro internazionale di studi Numismatici di Napoli[1].
- L'istituto gestisce inoltre una biblioteca specializzata, quasi interamente informatizzata, con un catalogo di circa 20.000 volumi e una sezione dedicata alla medaglistica[6][3]. Dispone inoltre di una fototeca numismatica e medaglistica, in corso di digitalizzazione; le due strutture sono disponibili, in sola consultazione, a studiosi e studenti, questi ultimi necessariamente forniti di una lettera di presentazione di un docente.[3]

## Convegni
Nell'ambito dei suoi fini istituzionali l'istituto ha organizzato i seguenti convegni di studi:
- 1961: VI Congresso Internazionale di Numismatica
- 1978: «Le forme e i modi della scambio e le espressioni del valore nel Mediterraneo Orientale, tra la tarda età del Bronzo e gli inizi della monetazione»
- 1982: «Stato e moneta a Roma fra la tarda repubblica e il primo impero»
- 1983: «Aspetti della società romana fra la metà del IV e la metà del III secolo a.C.: documentazioni a confronto»
- 1986: «La moneta nei contesti archeologici: esempi dagli scavi di Roma»
- 1988: «L'inflazione nel IV secolo d.C.»
- 1995: «Bernhard Laum. Origine della moneta e teoria del sacrificio»
- 1997: «Metodi statistici e analisi quantitative della produzione di monete nel mondo antico. Tendenze e prospettive di ricerca»
- 1997: «La storia mutilata: la dispersione dei rinvenimenti monetali in Italia»
- 2000: «La moneta in ambiente rurale nell'Italia tardomedievale»
- 2001: «Per una storia del denaro nel Vicino Oriente antico»
- 2004: «Dal Denarius al Dinar: l'Oriente e la moneta romana»
- 2004: «Weights in Context. Bronze Age Weighing of Eastern Mediterranean: Chronology, Typology, Material and Archaeological Contexts»
- 2008: «Quantifying Monetary Supplies in Greco-Roman Times»
- 2011: «Numismatica e archeologia. Monete stratigrafia e contesti» (in coll. con le Università di Roma "Sapienza", Viterbo e Salerno)
- 2014: «Argentum Signatum. Le origini della moneta d'argento a Roma» (in coll. con l'Istituto Italiano per la Storia Antica)
- 2015: «Contesti archeologici e numismatici di età tardo-antica nell'Italia centrale»
- 2015: «60 anni degli "Annali" dell'Istituto Italiano di Numismatica - un bilancio -»
- 2016: «Coin Finds in Turkey: Urban Excavations»
- 2016: «La moneta in contesto. Formalizzazione del dato archeologico» (in coll. con l'Università di Salamanca, Spagna)
- 2024: «Ricerche italiane di numismatica all’estero. Lo stato dell’arte»